# Labramachaerota
Labramachaerota is een geslacht van halfvleugeligen uit de familie Machaerotidae. De wetenschappelijke naam van dit geslacht is voor het eerst geldig gepubliceerd in 2013 door Bell & Cryan.

## Soorten
Het geslacht Labramachaerota  is monotypisch en omvat slechts de volgende soort:
- Labramachaerota korupa Bell & Cryan, 2013